# František Kunzo
František Kunzo (Szepeskörtvélyes, 1954. szeptember 14. –) olimpiai bajnok csehszlovák válogatott szlovák labdarúgó, hátvéd.

## Pályafutása

### Klubcsapatban
1971–72-ben a ŽB Rudňany, 1972–73-ban az LB Spišská Nová Ves labdarúgója volt. 1973 és 1981 között a Dukla Banská Bystrica csapatában szerepelt, majd 1982-ben visszatért az LB Spišská Nová Ves-hez. 1983 és 1986 között a Lokomotíva Košice labdarúgója volt. A Duklával öt, a Lokomotívával három idényt töltött a csehszlovák élvonalban.

### A válogatottban
1980-ben öt alkalommal szerepelt a csehszlovák olimpiai válogatottban. Tagja volt az 1980-as moszkvai olimpiai játékokon aranyérmet nyert csapatnak.

## Sikerei, díjai
Csehszlovákia
- Olimpiai játékok
  - aranyérmes: 1980, Moszkva